# Ганау-Мюнценберг
Графство Ганау-Мюнценберг (нем. Grafschaft Hanau-Münzenberg) — территория в составе Священной Римской империи.

## История

### Образование графства Ганау-Мюнценберг
В 1451 году скончался правивший в графстве Ганау Рейнхард II , а год спустя скончался также его сын и наследник Рейнхард III. Филиппу — сыну Рейнхарда III — было тогда всего четыре года, и не было уверенности в том, что он сможет прожить достаточно долго, чтобы произвести наследника мужского пола. Единственным оставшимся мужчиной в роду был другой Филипп — брат Рейнхарда III. Так как ещё в 1375 году в роду Ганау был принят принцип первородства, то разразился конфликт: пфальцграфиня Маргарет Мосбахская (мать младшего Филиппа) и её отец Оттон I (пфальцграф Мосбаха) настаивали на сохранении принципа первородства, в то время как старший Филипп, на стороне которого было большинство влиятельных людей в графстве, хотел стать графом сам. В 1457 году Маргарет скончалась, и в 1458 году лежавший южнее реки Майн амт Бабенхаузен был отделён от графства и отдан старшему Филиппу, став зародышем будущего графства Ганау-Лихтенберг, а оставшуюся севернее реки Майн часть графства стали с 1496 года называть Ганау-Мюнценберг.

### Реформация и модернизация
Графы Ганау-Мюнценберга умирали рано — в возрасте 20-30 лет, только-только успев произвести на свет наследника мужского пола. Поэтому история графства стала в основном историей регентств. Это привело к тому, что графство прекратило внешнюю экспансию и сосредоточилось на внутреннем развитии.
При графе Филиппе II в начале XVI века в Ганау-Мюнценберг стало распространяться лютеранство: после того, как какой-либо деятель церкви уходил на покой, на его место назначали лютеранина. Также во время правления Филиппа II началась замена средневековых укреплений столичного города Ханау, устаревших в связи с развитием артиллерии, на новые укрепления, соответствующие эпохе Ренессанса. Новые стены возводились снаружи от старых, в результате чего внутри их оказалось поселение Форштадт, выросшее за пределами старых городских ворот.
Когда в 1580 году скончался Филипп Людвиг I, а его наследник Филипп Людвиг II был ещё слишком мал, то наступило очередное регентство. Доминирующей фигурой среди регентов стал Филипп IV (граф Ганау-Лихтенберга), которого в 1585 году сменил его сын Филипп V. Также важную роль играла мать наследника, вдова умершего графа — Магдалена Вальдекская, которая в 1581 году вышла замуж за Иоганна VII, ставшего в 1609 году графом Нассау-Зигена. В результате Филипп Людвиг II и его брат Альбрехт выросли при дворе Нассау-Дилленбурга, бывшего центром Реформации в Германии. Новые идеи оказали огромное влияние на молодого графа, и в 1593 году он, руководствуясь принципом «чья власть, того и вера», сделал государственной религией графства кальвинизм. Женившись в 1596 году на Катарине Бельгике (дочери Вильгельма Оранского), он оказался связан личными узами с одной из виднейших фигур кальвинизма.
Введение кальвинизма, и расположение графства всего в половине дня езды от такого крупного торгового центра, как Франкфурт-на-Майне, сделали эти земли привлекательными для беженцев-кальвинистов из Франции, а позднее — из Южных Нидерландов. В 1597 и 1604 годах между графом и беженцами было заключено два договора, давшие переселенцам большую долю самоуправления. Переселенцы основали к югу от столицы графства новое поселение, что привело к экономическому росту. «Старый Ханау» и «Новый Ханау» были обнесены единой крепостной стеной, построенной в соответствии с принципами барокко, что оказалось очень важным в последовавшей вскоре Тридцатилетней войне.

### Графство в Тридцатилетней войне
Сначала кальвинистское графство выступило на стороне Фридриха Пфальцского, однако затем граф Филипп Мориц предпочёл сменить сторону, чтобы сохранить военную власть над своей столицей. В ноябре 1631 года графство было оккупировано шведскими войсками, и в Ханау прибыл шведский король Густав II Адольф, в результате чего графу пришлось вновь сменить сторону. В городе был оставлен шведский гарнизон, а в благодарность за смену стороны графству были переданы Бад-Орб, доли, которыми ранее владело Майнцское курфюршество в графстве Ринекк, а также амты Партенштайн, Лоргауптен, Бибер и Альценау. Братья Филиппа Морица — Генрих Людвиг (1609—1632) и Якоб Иоганн (1612—1636) — получили от шведского короля амт Штайнхайн, ранее также принадлежавший Майнцу.
Все эти приобретения были утрачены после того, как в 1634 году католики взяли верх в битве при Нёрдлингене. Очередная смена стороны сильно ударила бы по репутации Филиппа Морица, поэтому он предпочёл бежать в Мец, а оттуда, через Шалон-сюр-Сон, Руан и Амстердам — в Гаагу и Делфт, к своим родственникам из Оранж-Нассауского дома. В качестве регента в графстве им был оставлен младший брат Якоб Иоганн, считавшийся политически нейтральным. Однако так как в городе находился шведский гарнизон под командованием Якоба фон Рамсея, то Якоб Иоганн не имел практически никакого влияния, и вскоре тоже предпочёл бежать.
С сентября 1635 по июнь 1636 года Ханау безуспешно осаждался имперскими войсками под командованием Гийома де Ломбоя; Ганс Якоб Кристоффель фон Гриммельсгаузен использовал эти события в качестве фона для своего плутовского романа «Симплициссимус». В итоге осада была снята протестантскими войсками, которыми командовал Вильгельм V (ландграф Гессен-Касселя).
В 1637 году Филипп Мориц пришёл к соглашению с новым императором Фердинандом III, и снова сменил стороны. 17 декабря 1637 года он вернулся в Ханау. Якоб фон Рамсей проигнорировал это, и Филипп Мориц оказался интернированным в собственном замке. Однако в феврале 1638 года в городе было поднято восстание, в результате которого Филипп Мориц вернулся к власти, а Рамсей был арестован.
Филипп Мориц скончался в августе 1638 года. Унаследовавший графство его сына Филипп Людвиг III родился в 1632 году, и скончался в 1641 году в возрасте 9 лет. На престол вступил двоюродный брат Иоганн Эрнст, но и он скончался в январе 1642 года. Так как наследников у него не было, то ветвь рода Ганау, правившая в Ганау-Мюнценберге, пресеклась.

### Воссоединение графства Ганау
Ближайшим родственником мужского пола был Фридрих Казимир Ганау-Лихтенбергский, который в то время был ещё мал и находился под опекой Георга II Флекенштайн-Дагштульского. Если в Ганау-Мюнценберге большинство населения поддерживало кальвинистов, то жители Ганау-Лихтенберга были лютеранами. Чтобы обеспечить наследство Фридриха Казимира, Георгу II пришлось объявить кальвинизм государственной религией на землях Ганау-Мюнценберга, сохранив право на совершение лютеранских обрядов лишь для себя и членов своего двора. В 1643 году ему пришлось заключить договор с Амалией Елизаветой Ганау-Мюнценбергской (которая к тому времени была регентом Гессен-Касселя при несовершеннолетнем сыне Вильгельме VI), по условиям которого она предоставляла военную и дипломатическую поддержку против тех, кто препятствовал вступлению Фридриха Казимира в наследство, однако взамен на это в случае пресечения мужской линии дома Ганау права на графство отходили потомкам Амалии Елизаветы.

### Второе создание Ганау-Мюнценберга
Фридрих Казимир умер в 1685 году, и графство Ганау вновь разделилось на две части, унаследованные его племянниками: в Ганау-Мюнценберге стал править Филипп Рейнхард, а в Ганау-Лихтенберге — Иоганн Рейнхард III. В 1712 году Филипп Рейнхард скончался, и графство Ганау объединилось вновь.

### Исчезновение графства Ганау с карты
Иоганн Рейнхард III был последним мужчиной из рода Ганау, и после его смерти в 1736 году в соответствии с договором 1643 года земли графства Ганау-Мюнценберг отошли ландграфству Гессен-Кассель, где стали секундогенитурным владением Гессен-Ганау.